# ستيفان بوبوف
ستيفان بوبوف (بالبلغارية: Стефан Попов)‏ هو ممثل بلغاري، ولد في 26 نوفمبر 1993 بفارنا في بلغاريا.

## وصلات خارجية
- ستيفان بوبوف على موقع IMDb (الإنجليزية)
- ستيفان بوبوف على موقع قاعدة بيانات الفيلم (الإنجليزية)
- ستيفان بوبوف على موقع كينوبويسك (الروسية)